# Зедерень (комуна)
Зедерень, Зедерені (рум. Zădăreni) — комуна у повіті Арад в Румунії. До складу комуни входять такі села (дані про населення за 2002 рік):
- Бодрогу-Ноу (219 осіб)
- Зедерень (2104 особи) — адміністративний центр комуни

Комуна розташована на відстані 425 км на північний захід від Бухареста, 8 км на південний захід від Арада, 41 км на північ від Тімішоари.

## Населення
У 2009 році у комуні проживали 2549 осіб.